# Cañazas
Cañazas es un corregimiento y cabecera del distrito de Cañazas en la República de Panamá. Cuenta con una población de 4.836 habitantes de acuerdo a los datos del último censo realizado en la República de Panamá (2010).

## Historia
Cañazas es un pueblo de hombres trabajadores que a base de esfuerzo y de fe, se dedican a la agricultura, la ganadería, la minería, etc. y han sabido darle a esta importante región de la provincia de Veraguas, el justificado y significativo nombre de “La Tierra del Oro”.

## Religión
La religión profesada por los habitantes de Cañazas, es católico-cristina, mayormente católica en un 97% de la población. Esto se debe, a la descendencia de españoles, llegados en los tiempos de la Colonia. 
En el centro del pueblo, se erige la Iglesia de San Francisco Javier, patrono de todos los Cañaceños,  edificio construido por sus propios pobladores y en el convergen sus habitantes para las celebraciones religiosas tanto dominicales, como patronales.  
Algunas de las celebraciones eclesiales son las fiestas de San Francisco Javier, patrono del pueblo; San Roque, San Judas Tadeo, Divino Niño Jesús, Virgen del Carmen, San Isidro Labrador, San Antonio de Padua, San Juan Bosco, La Medalla Milagrosa, el día de la Cruz, Semana Santa, etc.  Las cuales reciben cientos y cientos de peregrinos de todas las regiones del distrito. 
Actualmente, la iglesia de San Francisco Javier de Cañazas, está regentada por el cura párroco Gilberto Hernández en conjunto con el joven sacerdote Oriel Concepción, el cual es orgullosamente Cañaceño, haciendo honor a su santo patrono.patrono. 

## División administrativa
Los barrios más populares del centro urbano de Cañazas son:
- El Centro o La Plaza
- Polo Norte
- Polo Sur
- Barriada San Javier o El Cerrito (popularmente Loma de la Pava)
- El Corozal
- Placita de Fatima (popularmente El Rincón Bellaco)
- Calle San Antonio
- Calle Lourdes
- Barriada San José
- Calle 11 de Noviembre
- Barriada San Roque
- Calle Alfredo Lopez
- Valparaíso
- Calle Belén
- Calle Las Flores
- Calle El Pontón
- Barriada Las Lonas.

## Clima
| Parámetros climáticos promedio de Cañazas 2001–2015 | Parámetros climáticos promedio de Cañazas 2001–2015 | Parámetros climáticos promedio de Cañazas 2001–2015 | Parámetros climáticos promedio de Cañazas 2001–2015 | Parámetros climáticos promedio de Cañazas 2001–2015 | Parámetros climáticos promedio de Cañazas 2001–2015 | Parámetros climáticos promedio de Cañazas 2001–2015 | Parámetros climáticos promedio de Cañazas 2001–2015 | Parámetros climáticos promedio de Cañazas 2001–2015 | Parámetros climáticos promedio de Cañazas 2001–2015 | Parámetros climáticos promedio de Cañazas 2001–2015 | Parámetros climáticos promedio de Cañazas 2001–2015 | Parámetros climáticos promedio de Cañazas 2001–2015 | Parámetros climáticos promedio de Cañazas 2001–2015 |
| Mes                                                 | Ene.                                                | Feb.                                                | Mar.                                                | Abr.                                                | May.                                                | Jun.                                                | Jul.                                                | Ago.                                                | Sep.                                                | Oct.                                                | Nov.                                                | Dic.                                                | Anual                                               |
| --------------------------------------------------- | --------------------------------------------------- | --------------------------------------------------- | --------------------------------------------------- | --------------------------------------------------- | --------------------------------------------------- | --------------------------------------------------- | --------------------------------------------------- | --------------------------------------------------- | --------------------------------------------------- | --------------------------------------------------- | --------------------------------------------------- | --------------------------------------------------- | --------------------------------------------------- |
| Temp. máx. media (°C)                               | 32.3                                                | 33.0                                                | 33.6                                                | 33.9                                                | 32.4                                                | 31.4                                                | 31.3                                                | 31.3                                                | 31.2                                                | 30.4                                                | 30.8                                                | 31.6                                                | 31.9                                                |
| Temp. media (°C)                                    | 26.2                                                | 26.8                                                | 27.3                                                | 27.9                                                | 27.4                                                | 26.8                                                | 26.7                                                | 26.6                                                | 26.6                                                | 26.2                                                | 26.3                                                | 26.1                                                | 26.7                                                |
| Temp. mín. media (°C)                               | 20.2                                                | 20.7                                                | 21.1                                                | 21.8                                                | 22.4                                                | 22.2                                                | 22.0                                                | 21.8                                                | 21.9                                                | 22.0                                                | 21.8                                                | 20.7                                                | 21.6                                                |
| Lluvias (mm)                                        | 23.0                                                | 5.4                                                 | 38.5                                                | 98.7                                                | 328.6                                               | 348.9                                               | 272.8                                               | 383.9                                               | 461.1                                               | 469.5                                               | 298.5                                               | 98.8                                                | 2827.7                                              |
| Fuente n.º 1: INEC                                  |                                                     |                                                     |                                                     |                                                     |                                                     |                                                     |                                                     |                                                     |                                                     |                                                     |                                                     |                                                     |                                                     |
| Fuente n.º 2: IMHPA                                 |                                                     |                                                     |                                                     |                                                     |                                                     |                                                     |                                                     |                                                     |                                                     |                                                     |                                                     |                                                     |                                                     |

## Ciudades hermanas de Cañazas
- Canzo (Italia)

## Fuente
- World Gazeteer: Panama – World-Gazetteer.com
- Cañazas para el Mundo

- Datos: Q13362652